# Огрызко, Владимир Станиславович
Влади́мир Станисла́вович Огры́зко (укр. Володимир Станіславович Огризко; род. 1 апреля 1956, Киев, УССР, СССР) — украинский государственный и политический деятель. Министр иностранных дел Украины (2007—2009). Чрезвычайный и полномочный посол Украины в Австрии и постоянный представитель Украины при международных организациях в Вене (1999—2004).

## Образование
В 1978 году окончил факультет международных отношений и международного права Киевского государственного университета имени Тараса Шевченко по специальности «референт-переводчик с немецкого языка». Кандидат исторических наук, владеет немецким и английским языками.

## Дипломатическая карьера
- С 1978 года — атташе отдела прессы МИД УССР.
- С 1980 года — 3-й секретарь этого отдела.
- С 1981 года служил в Вооружённых силах СССР.
- С 1983 года — вновь 3-й секретарь отдела прессы МИД УССР.
- С 1985 года — 2-й секретарь отдела прессы МИД УССР.
- С 1988 года — 1-й секретарь отдела главного советника МИД УССР.
- В 1991 году — советник этого отдела.
- С 1991 года — советник отдела политического анализа и координации МИД УССР.
- С 1992 года — советник — исполняющий обязанности советника-посланника посольства Украины в Германии.
- С 1993 года — советник-посланник посольства Украины в Австрии.
- С 1994 года — советник-посланник посольства Украины в Германии.
- С 1996 года — руководитель управления внешней политики администрации президента Украины Леонида Кучмы.
- С 31 июля 1999 по 30 июня 2004 года — чрезвычайный и полномочный посол Украины в Австрии и постоянный представитель Украины при международных организациях в Вене[1][2].
- С 2004 года — посол по особым поручениям МИД Украины.

## Политическая карьера
18 февраля 2005 года был назначен первым заместителем министра иностранных дел Бориса Тарасюка. Считался его единомышленником, сторонником прозападного внешнеполитического курса.
30 января 2007 года, после отставки Тарасюка, Владимир Огрызко был назначен временно исполняющим обязанности главы МИДа. Верховная рада Украины дважды отклоняла его кандидатуру на пост министра, внесённую президентом Виктором Ющенко: 22 февраля Огрызко поддержали 196 депутатов, 20 марта — 195 депутатов при необходимых 226. По сообщениям СМИ, кандидатура Огрызко вызывала негативное отношение у властей России, а российский политолог Сергей Марков заявил в январе 2007 года, что «Владимир Огрызко ненавидит Россию и русских». После назначения министром Арсения Яценюка Огрызко остался его первым заместителем.
18 декабря 2007 года Огрызко стал министром иностранных дел Украины в правительстве Юлии Тимошенко. Деятельность Огрызко на посту министра была отмечена проигрышем в Гаагском суде спора с Румынией за 80 % шельфа возле острова Змеиный, а также угрозой объявить персоной нон грата посла России на Украине Виктора Черномырдина.
3 марта 2009 года был отправлен в отставку Верховной радой. Постановление об отставке, внесённое депутатом от Партии регионов Василием Киселёвым, содержало обвинения в адрес Огрызко в том, что он ухудшил отношения с Россией, допустил провал в сфере интеграции с Европейским союзом и не защитил интересы Украины при дележе континентального шельфа. Постановление было поддержано 250 голосами: 174 депутата от Партии регионов, 27 коммунистов и 49 «бютовцев».
17 марта 2009 года Виктор Ющенко назначил Владимира Огрызко первым заместителем секретаря Совета национальной безопасности и обороны Украины (указ Президента Украины № 163/2009), куда он ранее входил по должности как министр иностранных дел. За два дня до инаугурации Виктора Януковича, 23 февраля 2010 года, Огрызко подал в отставку с поста заместителя председателя СНБО. На следующий день Ющенко принял отставку.
В сентябре 2010 года Огрызко вступил в партию «Наша Украина». В июле 2012 года он сложил полномочия члена президиума и заместителя председателя политсовета партии и прекратил своё членство в ней.
На парламентских выборах 2012 года принял решение баллотироваться в народные депутаты Украины по списку УРП «Собор».
На фоне войны в 2024 высказывался, что "изменения в России могут быть только в том случае, если украинская армия эти изменения принесет с собой". 
Сын — Ростислав Огрызко также служил в МИД, был и. о. замначальника управления — начальником Центральноевропейского отдела ІІІ ТД МИД Украины.

## Награды
- Орден «За заслуги» III степени (2006)[16]
- Отличия Президента Украины — Крест Ивана Мазепы (2010)[17]
- Офицер ордена Заслуг перед Республикой Польша (Польша, 2009)[18].
- Большой крест ордена Заслуг (Португалия, 16 апреля 1998 года)[19]
- Гранд-офицер ордена Великого князя Литовского Гядиминаса (Литва, 4 ноября 1998 года)[20].
- Великий офицер ордена Трёх звёзд (Латвия, 19 июня 2008 года)[21]
- Орден Чести (Грузия, 27 февраля 2009 года)[22]
- Почётная грамота Кабинета Министров Украины (2002)[23]
- Почётная Грамота Центральной избирательной комиссии (2006)[24]
- Награждён Почётной грамотой МИД Украины, Отличием МИД Украины I степени, зарубежными государственными наградами.

## Дипломатический ранг
- Чрезвычайный и полномочный посол Украины (8 августа 1996)[25]